# Alejandro González Blanco
Blahoslavený Alejandro González Blanco, řeholním jménem Braulio José (23. července 1890, Villovieco – 30. července 1936, Madrid), byl španělský římskokatolický řeholník Kongregace školských bratří a mučedník.

## Život
Narodil se 23. července 1890 ve Villovieco.
Roku 1905 vstoupil do postulátu Kongregace školských bratří v Bugedu a roku 1909 do noviciátu, kde přijal jméno Braulio José. Své věčné sliby složil roku 1919.
Jako učitel měl těžký začátek, jelikož neuměl správně pracovat s dětmi, později se vše naučil.
V letech 1922–1932 učil v Madridu, nejprve na škole Maravillas a poté na Procure. Působil také v nakladatelství Bruño.
Když v červenci 1936 vypukla Španělská občanská válka, jeho řeholní kongregace byla předmětem prvních útoků revolucionářů.
Dne 30. července 1936 vtrhli do domu bratří revolucionáři, kteří bratry podrobili výslechu, poté je svázali a odvezli do Casa de Campo. Tam byl spolu s šesti dalšími spolubratry zastřelen.

## Proces blahořečení
Po roce 1990 byl v arcidiecézi Madrid zahájen jeho beatifikační proces spolu s dalšími 24 mučedníky Kongregace školských bratří a Řádu karmelitánů. Dne 19. prosince 2011 uznal papež Benedikt XVI. mučednictví této skupiny řeholníků. Blahořečeni byli 13. října 2013 ve skupině 522 mučedníků Španělské občanské války.